# Aérodrome d'Autun-Bellevue
L’aérodrome d’Autun-Bellevue (code OACI : LFQF) est un aérodrome ouvert à la circulation aérienne publique (CAP), situé à 3 km au nord-ouest d’Autun dans la Saône-et-Loire (région Bourgogne-Franche-Comté, France).
Il est utilisé pour la pratique d’activités de loisirs et de tourisme (aviation légère et aéromodélisme).

## Installations
L’aérodrome dispose de deux pistes orientées sud-nord (18/36) :
- une piste bitumée longue de 1 020 mètres et large de 27 ;
- une piste en herbe longue de 640 mètres et large de 50, accolée à la première et réservée aux ULM et aux avions basés.

L’aérodrome n’est pas contrôlé. Les communications s’effectuent en auto-information sur la fréquence de 123,500 MHz.
S’y ajoutent :
- une hélisurface agréée VFR de nuit ;
- une aire de stationnement ;
- des hangars ;
- une station d’avitaillement en carburant (100 LL) et en lubrifiant[2].

## Activités
- Aéroclub du Morvan